# Kiskunhalas
Kiskunhalas este un oraș în districtul Kiskunhalas, județul Bács-Kiskun, Ungaria, având o populație de 28.491 de locuitori (2011). 

## Demografie
Componența etnică a orașului Kiskunhalas
     Maghiari (91,44%)
     Romi (5,83%)
     Germani (1,41%)
     Necunoscut (0,6%)
     Alții (0,73%)
Componența confesională a orașului Kiskunhalas
     Romano-catolici (38,12%)
     Fără religie (18,22%)
     Reformați (10,29%)
     Atei (1,2%)
     Necunoscută (30,91%)
     Alte religii (2,82%)
Conform recensământului din 2011, orașul Kiskunhalas avea 28.491 de locuitori. Din punct de vedere etnic, majoritatea locuitorilor (91,44%) erau maghiari, existând și minorități de romi (5,83%) și germani (1,41%). Apartenența etnică nu este cunoscută în cazul a 0,6% din locuitori. Nu există o religie majoritară, locuitorii fiind romano-catolici (38,12%), persoane fără religie (18,22%), reformați (10,29%) și atei (1,2%). Pentru 30,91% din locuitori nu este cunoscută apartenența confesională.

## Personalități născute aici
- Sándor Garbai (1879 - 1947), om politic;
- Erika Miklósa (n. 1971), soprană;
- Adrienn Szarka (n. 1991), handbalistă.